# Лоренс (округ, Арканзас)
Ло́ренс (англ. Lawrence County) — округ в США, штате Арканзас. Официально образован 15 января 1815 года. По состоянию на 2010 год, численность населения составляла 17 415 человек. Получил своё название в честь американского военного-морского офицера Джеймса Лоренса.

## География
По данным Бюро переписи США, общая площадь округа равняется 1 533 км², из которых 1 523 км² суша и 12 км² или 0,8 % это водоёмы.

### Соседние округа
- Рандолф (Арканзас) — север
- Грин (Арканзас) — восток
- Крейгхед (Арканзас) — юго-восток
- Джэксон (Арканзас) — юг
- Индепенденс (Арканзас) — юго-запад
- Шарп (Арканзас) — запад

## Демография
По данным переписи населения 2000 года в округе проживает 17 774 жителей в составе 7 108 домашних хозяйств и 5 011 семей. Плотность населения составляет 12 человек на км². На территории округа насчитывается 8 085 жилых строений, при плотности застройки 5 строений на км². Расовый состав населения: белые — 97,78 %, афроамериканцы — 0,44 %, коренные американцы (индейцы) — 0,57 %, азиаты — 0,05 %, гавайцы — 0,01 %, представители других рас — 0,12 %, представители двух или более рас — 1,02 %. Испаноязычные составляли 0,68 % населения независимо от расы.
В составе 30,80 % из общего числа домашних хозяйств проживают дети в возрасте до 18 лет, 57,70 % домашних хозяйств представляют собой супружеские пары проживающие вместе, 9,60 % домашних хозяйств представляют собой одиноких женщин без супруга, 29,50 % домашних хозяйств не имеют отношения к семьям, 26,70 % домашних хозяйств состоят из одного человека, 14,20 % домашних хозяйств состоят из престарелых (65 лет и старше), проживающих в одиночестве. Средний размер домашнего хозяйства составляет 2,42 человека, и средний размер семьи 2,92 человека.
Возрастной состав округа: 24,00 % моложе 18 лет, 9,60 % от 18 до 24, 25,90 % от 25 до 44, 23,20 % от 45 до 64 и 17,40 % от 65 и старше. Средний возраст жителя округа 40 лет. На каждые 100 женщин приходится 93,60 мужчин. На каждые 100 женщин старше 18 лет приходится 89,40 мужчин.
Средний доход на домохозяйство в округе составлял 27 139 USD, на семью — 32 163 USD. Среднестатистический заработок мужчины был 26 288 USD против 18 518 USD для женщины. Доход на душу населения составлял 13 785 USD. Около 13,90 % семей и 18,40 % общего населения находились ниже черты бедности, в том числе — 25,50 % молодежи (тех кому ещё не исполнилось 18 лет) и 20,10 % тех кому было уже больше 65 лет.